# Vespertilioninae
A Vespertilioninae az emlősök (Mammalia) osztályának denevérek (Chiroptera) rendjébe, ezen belül a kis denevérek (Microchiroptera) alrendjébe és a simaorrú denevérek (Vespertilionidae) családjába tartozó alcsalád.

## Rendszerezés
Az alcsaládba az alábbi 8 nemzetség, 44 nem és 274 faj tartozik:
- Antrozoini
  - Antrozous (H. Allen, 1862) – 1 faj
    - fehérszárnyú denevér (Antrozous pallidus)

  - Anzanycteris - fosszilis
  - Bauerus - 1 faj
    - Bauerus dubiaquercus - korábban Antrozous dubiaquercus

  - Rhogeessa (H. Allen, 1866) – 11 faj

- Eptesicini Volleth & Heller, 1994
  - Arielulus Harrison & Hill, 1987 - 5 faj
  - Eptesicus (Rafinesque, 1820) – 25 faj, késeidenevérek
  - Hesperoptenus (Peters, 1868) – 5 faj

- Lasiurini
  - Lasiurus Gray, 1831 – 17 faj, szőrösfarkú denevérek

- Nycticeiini
  - Nycticeinops – 1 faj
    - Nycticeinops schlieffeni - korábban Nycticeius schlieffeni

  - Nycticeius (Rafinesque, 1819) – 3 faj
  - Scoteanax – 1 faj
    - Scoteanax rueppellii - korábban Nycticeius rueppellii

  - Scotoecus (Thomas, 1901) – 5 faj
  - Scotomanes (Dobson, 1875) – 2 faj, bohócdenevérek
  - Scotophilus (Leach, 1821) – 15 faj, házidenevérek
  - Scotorepens (Troughton, 1943) – 4 faj

- Nyctophilini
  - Nyctophilus (Leach, 1821) – 16 faj, malacdenevérek
  - Pharotis (Thomas, 1914) – 1 faj
    - Pharotis imogene

- Pipistrellini
  - Glischropus (Dobson, 1875) – 2 faj
  - Nyctalus (Bowdich, 1825) – 8 faj, koraidenevérek
  - Parastrellus Hoofer et al., 2006 - 1 faj
    - Parastrellus hesperus - korábban Pipistrellus hesperus

  - Perimyotis Menu, 1984 - 1 faj
    - Perimyotis subflavus - korábban Pipistrellus subflavus

  - Pipistrellus (Kaup, 1829) – 35 faj, törpedenevérek
  - Scotozous Dobson, 1875 - 1 faj
    - Scotozous dormeri - korábban Pipistrellus dormeri

- Plecotini
  - Barbastella (Gray, 1821) – 3 faj
  - Corynorhinus (Allen, 1865) – 3 faj
  - Euderma (H. Allen, 1892) – 1 faj
    - foltos hosszúfülű-denevér (Euderma maculatum)

  - Idionycteris (Anthony, 1923) – 1 faj
    - Allen-hosszúfülűdenevér (Idionycteris phyllotis)

  - Otonycteris (Peters, 1859) – 1 faj
    - sivatagi hosszúfülű-denevér (Otonycteris hemprichii)

  - Plecotus (E. Geoffroy, 1818) – 19 faj, hosszúfülű-denevérek

- Vespertilionini
  - Chalinolobus (Peters, 1867) – 7 faj
  - Eudiscopus (Conisbee, 1953) – 1 faj
    - Eudiscopus denticulus

  - Falsistrellus Troughton, 1943 - 5 faj
  - Glauconycteris (Dobson, 1875) – 12 faj
  - Histiotus (Gervais, 1856) – 7 faj
  - Hypsugo Kolenati, 1956 - 18 faj
  - Ia (Thomas, 1902) – 2 faj
  - Laephotis (Thomas, 1901) – 4 faj
  - Mimetillus (Thomas, 1904) – 1 faj
    - Mimetillus moloneyi

  - Neoromicia Roberts, 1926 - 13 faj
  - Philetor (Thomas, 1902) – 1 faj
    - Philetor brachypterus

  - Tylonycteris (Peters, 1872) – 3 faj, bambuszdenevérek
  - Vespadelus Troughton, 1943 – 9 faj
  - Vespertilio (Linnaeus, 1758) – 2 faj
- Bizonytalan helyzetű nem az alcsaládon belül:
  - Lasionycteris (Peters, 1866) – 1 faj
    - őszes denevér (Lasionycteris noctivagans)